# Bonnac-la-Côte
Bonnac-la-Côte este o comună în departamentul Haute-Vienne din centrul Franței. În 2009 avea o populație de 1.534 de locuitori.

## Evoluția populației
| An        | 1975 | 1982 | 1990 | 1999  | 2006  | 2009  |
| --------- | ---- | ---- | ---- | ----- | ----- | ----- |
| Populație | 719  | 805  | 998  | 1.166 | 1.374 | 1.534 |